# Hondurasamazilie
Die Hondurasamazilie (Amazilia luciae, Syn.: Polyerata luciae) ist eine seltene Kolibriart aus der Gattung der Amazilia-Kolibris. Ihr Vorkommen ist auf ein sehr kleines Verbreitungsgebiet in Honduras beschränkt.

## Merkmale
Die Hondurasamazilie erreicht eine Länge von neun bis zehn Zentimetern. Das Männchen hat einen mittellangen, geraden Schnabel. Der Oberschnabel und die Schnabelspitze sind schwärzlich, der Unterschnabel rötlich.  Die Oberseite ist goldgrün. Die Schwanzdecken haben einen bronzegrünen Anflug. Die Kehle und die Brust sind glitzernd türkisgrün bis blaugrün. Die Flanken sind grün, die Bauchmitte ist gräulich. Die Unterschwanzdecken sind an den Rändern weißlich und in der Mitte bräunlich. Der leicht gegabelte Schwanz ist hell bronzegrün mit einem purpurschwarzen Subterminalband an den äußeren Steuerfedern. Beim Weibchen zeigt die Kehle mehr gräuliche Bereiche und die Türkisfärbung ist blasser. Die äußeren Steuerfedern weisen graue Spitzen auf. Die immaturen Vögel ähneln den Weibchen. Bei ihnen haben die Steuerfedern lohfarbene Spitzen.

## Etymologie und Forschungsgeschichte
Die Erstbeschreibung der Hondurasamazilie erfolgte 1868 durch George Newbold Lawrence unter dem wissenschaftlichen Namen Thaumatias Luciæ. Das Typusexemplar stammte aus Honduras. Erst später wurde sie der Gattung Amazilia zugeschlagen. Dieser Name stammt aus einer Novelle von Jean-François Marmontel, der in Les Incas, ou La destruction de l'empire du Pérou von einer Inkaheldin namens Amazili berichtet. Der Gattungsname Polyerata des Synonyms ist ein Gebilde aus den griechischen Wörtern πολύ polý für „viel, sehr“ und ἐρᾰτός eratós für „geliebt“. Der Artname Luciae ist Lucy Stone Brewer (1854–1921), einer Tochter des Ornithologen Thomas Mayo Brewer (1814–1880), gewidmet.

## Lebensraum

Verbreitungsgebiet der Hondurasamazilie

Die Hondurasamazilie bewohnt trockene Dornenwälder und Buschland mit offenen Kronendächern in Höhenlagen von 75 – 1.220 m. Der Dornenwald bei Coyoles ist ungefähr sechs bis zehn Meter hoch und wird von Kakteen, Wolfsmilchgewächsen und Mimosengewächsen dominiert. In Westhonduras besiedelt die Hondurasamazilie Lebensräume, die im Allgemeinen einen höheren Bewuchs und ein geschlosseneres Kronendach aufweisen als im Osten.

## Lebensweise
Die Hondurasamazilie ernährt sich vom Nektar verschiedener Blüten einschließlich der Gattungen Pithecellobium, Aechmea, Pedilanthus und Stenocereus. Des Weiteren fängt sie Insekten im Flug. Brütende Kolibris wurden im Juni beobachtet. Das Gelege besteht aus zwei Eiern.

## Status
Die Hondurasamazilie galt zweimal als verschollen. Einmal zwischen 1867 und 1937 und anschließend zwischen 1950 und 1988. Bis dahin waren nur 11 Museumsexemplare von sechs verschiedenen Fundorten aus Santa Bárbara, Cofradía, dem Guayape-Tal and Catacamas bekannt geworden. Im Juni 1988 wurde die Art bei Olanchito und bei Coyoles im oberen Tal des Río Aguán im Departamento Yoro wiederentdeckt. 1991 wurden 22 bis 28 Exemplare bei Olanchito beobachtet. 1996 wurde eine Population nordöstlich von Gualaco in einem weniger als 1 km² Fläche umfassenden Areal im Agalta-Tal entdeckt. Aus den Regionen bei Santa Bárbara, Cofradía und im Guayape-Tal ist die Honduras-Amazilie verschwunden. Der Dornenwald wurde durch Viehweiden ersetzt und die wenigen extrem trockenen Dornenwald-Fragmente bieten nur wenigen Vögeln Platz. Auch die Lebensräume in den Dornenwäldern im Río-Aguán-Tal und im Agalta-Tal sind durch Umwandlung in Reis- und Ananasplantagen bedroht. Im Jahr 2007 wurde die Art im Westen von Honduras wiederentdeckt. Zählungen im Jahr 2008 ergaben ein größeres Verbreitungsgebiet als bisher bekannt. 2020 schätzte Birdlife International den Gesamtbestand der Hondurasamazilie auf 10.000 bis 20.000 Individuen.  Der Bestand wird von der IUCN als „gefährdet“ (vulnerable) eingeschätzt.